# Élisabeth du Palatinat (1483-1522)
Élisabeth du Palatinat (née le 16 novembre 1483 à Heidelberg, décédée le 24 juin 1522 à Baden-Baden), de la famille de Wittelsbach, appartenait à la lignée des comtes palatins et fut par mariage successivement landgravine de Hesse-Marbourg et margravine de Bade.

## Biographie
Élisabeth était la fille du prince-électeur Philippe Ier du Palatinat (1448-1508), issue de son mariage avec Marguerite de Bavière (1456-1501), fille du duc Louis IX de Bavière-Landshut.
Elle épousa en premières noces le 12 février 1496 à Heidelberg le landgrave Guillaume III de Hesse-Marbourg (1471-1500). Les noces n'eurent cependant lieu qu'en 1498 à Francfort-sur-le-Main. Le mariage lia plus étroitement Guillaume III à la maison du Palatinat, tandis que les cousins de Guillaume à Cassel étaient considérés comme des partisans de l'empereur. En cas de décès sans héritier, Guillaume avait attribué à Élisabeth, en tant que douaire, la quasi-totalité du comté de Katzenelnbogen. Après la mort de Guillaume III, son domaine et Katzenelnbogen revinrent à son cousin Guillaume II de Hesse-Cassel, qu'Élisabeth devait épouser à la demande du parti palatin. Mais ce dernier refusa et se maria avec une princesse proche des Habsbourg. De plus, Guillaume II participa à l'ostracisme de l'empereur Maximilien à l'encontre du père et du frère d'Élisabeth, en raison des litiges concernant les biens d'Élisabeth.
Trois ans après la mort de son premier mari, Élisabeth se remarie le 3 janvier 1503 à Heidelberg avec le margrave Philippe Ier de Bade (1479-1533). Dans un contrat conclu en 1508 concernant la dot d'Élisabeth, il est stipulé que le Palatinat confirmait à nouveau au Bade les parties du comté de Sponheim acquises par ce dernier en 1463.
Élisabeth est enterrée dans la collégiale de Baden-Baden (de).

## Descendance
De son second mariage avec le margrave Philippe de Bade, Élisabeth eut les enfants suivants :
- Marie-Jacobée (1507–1580), qui épouse en 1522 le duc Guillaume IV de Bavière (1493–1550)
- Philippe (1508–1509)
- Philippe-Jacob († 1511)
- Marie-Éve († 1513)
- Jean-Adam († 1516)
- Max-Gaspar († 1519)